# 笋瓜
笋瓜（学名：Cucurbita maxima）又名印度南瓜，为葫芦科南瓜属的植物，原生于南美洲中部温带地区，被世界各地广泛栽培。印度南瓜是栽培种最多样的作物之一。其中文名“笋瓜”指的是印度南瓜的夏季嫩果，因口感较脆得名。巨型南瓜也是出自这一物种。
其种加词“maxima”意为“最大的”。

## 形态
一年生草本。圆筒形茎蔓生，组织较松。叶片形状近似南瓜，而尖端圆钝，无白斑。黄色花冠先端钝圆，裂片小，萼片细长。圆筒形的果实，有淡黄、橘红等色。果面平滑，黄褐或淡黄色的果肉，含糖少。果柄圆而无棱，基部不膨大。
- 多种印度南瓜果实（阿根廷当地）[4]
- 笋瓜的雌花
- 笋瓜的雌花
- 笋瓜的雌雄同花
- 笋瓜的雄花
- 笋瓜的花与叶
- 笋瓜叶与果实
- 发育中的笋瓜果实
- 发育中的笋瓜果实
- 笋瓜（成熟果实）
- 笋瓜（成熟果实）
- 笋瓜（成熟果实）
- 成熟笋瓜的果柄
- 笋瓜果实切片
- 笋瓜果实切面

## 分布
原產於南美洲的阿根廷及玻利維亞，目前已由人工引种栽培。

## 别名
北瓜、饭瓜、節瓜、筍瓜。
《中国植物志》认为《植物名实图考》的搅丝瓜是此种，但从《图考》绘图来看，搅丝瓜应当是金丝瓜。

## 延伸阅读
[在维基数据编辑]
 《植物名實圖考·攪絲瓜》，出自吳其濬《植物名實圖考》